# Helmar Becker-Berke
Helmar Becker-Berke (* 4. August 1906 in Bonn; † 6. Januar 1980 in Stuttgart; eigentlich Helmar Heinrich Manfred Becker) war ein deutscher Maler, Zeichner, Grafiker und Illustrator.

## Leben
Becker-Berke entstammte der Malerfamilie Becker. Er war Sohn des Malers Hans-Josef Becker-Leber und der Malerin Sophia Becker-Leber. Sein Großvater war der Maler und Kupferstecher Carl Leonhard Becker. Seine Cousine war die Bundesrichterin Maria Elisabeth Geyser.
Seine Ausbildung erhielt Becker-Berke an der Kunstgewerbeschule und Akademie Berlin-Charlottenburg. Seit 1925 war er als freier Maler und Zeichner in Berlin tätig, 1928 Mitarbeiter im Ullstein Verlag. Als Helmar Becker geboren, legte er sich unter Verwendung der Geburtsnamens seiner Großmutter Franziska Berke den Künstlernamen Becker-Berke zu. Im Zweiten Weltkrieg war er u. a. Kriegszeichner für die Propaganda, nachdem er zuvor bereits vereinzelt für die Deutsche Arbeitsfront Propagandaplakate entworfen und Illustrationen gefertigt hatte. Nach 1945 war er Pressezeichner in Stuttgart und Bildschriftleiter.
Becker-Berke schuf u. a. Tierzeichnungen, Plakate und zahlreiche Buchausstattungen.

## Werke

### Zeichnungen in Büchern
- Ilse Friedrich, Anja in Afrika, Stuttgart 1953
- Theodor Storm, Am grauen Strand am grauen Meer, Berlin 1936
- Arthur Berger, Simba der König der Steppe, Stuttgart 1953
- Richard Katz, Von Hund zu Hund, Rüschlikon 1956
- Richard Katz, Spass mit Hunden Kunterbunte Hundekunde, 1957
- Harry Bär, Sensation aus Menlopark : Das Leben Thomas Alva Edisons, Stuttgart 1953
- Erich Kloss, Geheimnisse des Waldes, 1950
- Julius Stinde, Die Familie Buchholz, Aufl. Hamburg 1962
- Günther Schwab, Herz auf vier Beinen. Ein heiter – ernstes Hundebuch., Zürich, Stuttgart 1954
- Heribert Horneck, Die mit uns Leben. Begegnungen mit Menschen und Tieren., Graz, Stuttgart 1963
- Lewis Carroll, Alice im Wunderland, Stuttgart, Hamburg 1966
- Hans-Wilhelm Smolik, Tierfreund in Not, Düsseldorf 1955
- Senta Dinglreiter, Petzi der Bär, Darmstadt o. J.
- Heinz Sponsel, Der Hüter der wilden Stiere. Roman eines Jungen aus Südfrankreich., Stuttgart 1953
- C. Berger, Königin Luise. ein Vorbild echter Weiblichkeit., Reutlingen o. J.
- Wilhelm Fronemann, Reineke der Fuchs – Nach der Niederdeutschen Ausgabe des "Reinke de Vos" von 1498 erzählt, Hoch-Verlag, Düsseldorf, 1953
- Albert P. Terhunde, Mein Hund Lad, Stuttgart: Hans E. Günther Verl.,1967

### Plakate
- Zoo Berlin von 1929